# Margareta Fogelberg
Anna Karin Margareta Fogelberg, född Blomquist 21 december 1935 i Fryksände församling i Värmlands län, död 22 juni 2024 i Släps distrikt i Hallands län, var en svensk inredningsarkitekt och politiker (folkpartist).
Margareta Fogelberg, som var dotter till en målarmästare och en sjuksköterska, verkade som inredningsarkitekt 1966–1980 och därefter bland annat som copywriter. Hon var ledamot i Kungsbacka kommunfullmäktige 1977–1985 och från 1992, och var bland annat kommunalråd 1992–1994.
Hon var riksdagsledamot för Hallands läns valkrets 1985–1991. I riksdagen var hon bland annat ledamot i kulturutskottet 1988–1991. Hon var främst engagerad i kulturpolitik och miljöfrågor.